# 폴 워너

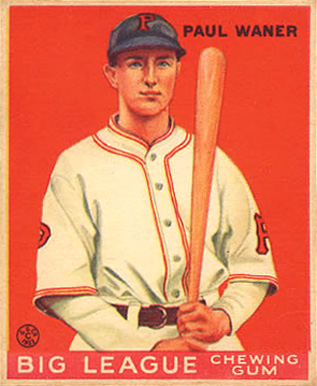

폴 글리 워너(Paul Glee Waner, 1903년 4월 16일 ~ 1965년 8월 29일)는 미국의 전 야구 선수이다. 메이저 리그 베이스볼 (MLB) 팀 피츠버그 파이리츠, 브루클린 다저스, 보스턴 브레이브스, 뉴욕 양키스에서 모두 20년간 뛰었다. 파이어리츠 시절에 내셔널 리그 (NL) 타격왕, NL 최우수 선수상을 수상했다. 1952년 미국 야구 명예의 전당에 입회했다.